# Capo Peloro - Laghi di Ganzirri
Capo Peloro - Laghi di Ganzirri este o arie protejată (arie specială de conservare — SAC, sit de importanță comunitară — SCI) din Italia întinsă pe o suprafață de 60 ha, integral pe uscat.

## Localizare
Centrul sitului Capo Peloro - Laghi di Ganzirri este situat la coordonatele 38°15′39″N 15°36′56″E / 38.260833°N 15.615556°E.

## Înființare
Situl Capo Peloro - Laghi di Ganzirri a fost declarat sit de importanță comunitară în septembrie 1995 pentru a proteja 36 de specii de animale. Situl a fost protejat și ca arie specială de conservare în decembrie 2015.

## Biodiversitate
Situată în ecoregiunea mediteraneană, aria protejată conține 6 habitate naturale: Lagune de coastă, Dune mobile cu vegetație embrionară, Salicornia și alte specii anuale care populează regiunile mlăștinoase și nisipoase, Pășuni mediteraneene udate de apa mării (Juncetalia maritimi), Râuri mediteraneene cu debit permanent cu specii de Paspalo-Agrostidion și galerii riverane de Salix și de Populus alba, Dune cu vegetație ierboasă Malcolmietalia.
La baza desemnării sitului se află mai multe specii protejate:
- păsări (35): ciocârlie-de-câmp (Alauda arvensis), rață sulițar (Anas acuta), rață pitică (Anas crecca), egretă mare (Ardea alba), stârc roșu (Ardea purpurea), stârc galben (Ardeola ralloides), rață-cu-cap-castaniu (Aythya ferina), buhai de baltă (Botaurus stellaris), bătăuș (Calidris pugnax), prundăraș de sărătură (Charadrius alexandrinus), chirichița cu obraz alb (Chlidonias hybrida), chirighiță neagră (Chlidonias niger), egretă mică (Egretta garzetta), lișiță (Fulica atra), becațină comună (Gallinago gallinago), piciorong (Himantopus himantopus), pescăriță mare (Hydroprogne caspia), stârc pitic (Ixobrychus minutus), Larus audouinii, Larus genei, pescăruș-cu-cap-negru (Larus melanocephalus), rață fluierătoare (Mareca penelope), stârc de noapte (Nycticorax nycticorax), vultur pescar (Pandion haliaetus), lopătar (Platalea leucorodia), țigănuș (Plegadis falcinellus), ploier argintiu (Pluvialis squatarola), cristei de baltă (Rallus aquaticus), Spatula clypeata, rață cârâitoare (Spatula querquedula), chiră de mare (Thalasseus sandvicensis), fluierar negru (Tringa erythropus), fluierar de mlaștină (Tringa glareola), fluierar cu picioare verzi (Tringa nebularia), fluierarul cu picioare roșii (Tringa totanus)
- pești (1): Aphanius fasciatus

Pe lângă speciile protejate, pe teritoriul sitului au mai fost identificate 5 specii de plante, 8 specii de păsări, 3 specii de amfibieni, 10 specii de nevertebrate, 5 specii de reptile.